# Ayenia jaliscana
Ayenia jaliscana är en malvaväxtart som beskrevs av S. Wats.. Ayenia jaliscana ingår i släktet Ayenia och familjen malvaväxter. Inga underarter finns listade i Catalogue of Life.